# 图巴 (博硕克图之子)
图巴（？—？），蒙古族，鄂尔多斯部台吉，蒙古林丹汗時曾任鄂尔多斯济农。

## 生平
图巴是台吉、济农博硕克图之子，额璘臣之弟。1630至1634年额璘臣遭到撤职期间，图巴曾任济农。